# Bergamot
Bergamot (znanstveno ime Citrus bergamia) je vrsta drevesa iz rodu Citrus (družina rutičevk) in njegov sadež. Ta agrum je plod davnega križanja, o katerem se je izgubila vsaka sled. Nekateri raziskovalci menijo, da gre za križanje mandarine s fortunelami, kar bi se poznalo po obliki ploda, a ni dokazov o tem. Drugi pravijo, da se je bergamot pojavil v Kalabriji šele v 18. stoletju kot spontano križanje med grenko pomarančo in pomelom, a tudi te trditve ni mogoče podpreti z dokazom.
Bergamot ni sopomenka za bergamotko, ki je vrsta hruške.

## Bergamot kot križanec
Do nedavnega je rod Citrus zajemal enajst vrst, pred kratkim pa so strokovnjaki določili, da so izvirni citrusi le trije: mandarina (Citrus reticulata), pomelo (Citrus maxima) in citrona (Citrus Medica). Med križane citruse so tako všteli vse ostale vrste: pomaranča, limona, grenivka, klementina, bergamot, kinoto, kumkvat, kombava in limeta. Prav tako bi naj vse vrste fortunelle bile le križanja ene same vrste kumkvata.
Ta klasifikacija sicer ni še splošno sprejeta, a že sedaj veliko večino citrusov strokovno zapisujejo z vmesnim znakom križca ali enostavno z »x«, kar pomeni, da gre za križanje, torej hibrid. Čeprav se lahko zdi čudno, da sta tako vsesplošno znana sadeža, kot sta pomaranča ali limona, le hibrida, ne moremo prezreti osnovnih podatkov o njegovem gojenju. Strokovno ga je treba prišteti med umetno pridobljene rastline.
Čeprav je rod citrusov sedaj sestavljen samo iz treh vrst, poznamo namreč med agrumi veliko število naravnih odstopanj in nepravilnosti, bodisi v cvetju, bodisi predvsem v sadežih, zaradi česar se dajo dobiti širom po svetu zelo raznoliki primerki. Razen tega so agronomi razvili nešteto hibridov, ki večkrat nimajo stalnih in ponovljivih lastnosti, zato so nekatere vrste na trgu le za določeno dobo. To povzroča težave pri klasifikaciji agrumov. Omeniti je treba tudi dedne spremembe, ki so pri agrumih zelo pogostne. Gre za mutacijo v poganjkih, ki se včasih pojavi iz neznanih razlogov. Na veji se rodi poganjek, iz katerega zraste veja z nekoliko različnimi lastnostmi od ostalega drevesa. Če se ta vejica uporabi kot potaknjenec, zraste drevo s temi različnimi lastnostmi. Velikokrat  so te nove lastnosti nezaželene, zato se spremembo ne želi ohranjati in se mutirana vejica enostavno odstrani. Včasih je pa sprememba toliko zanimiva, da jo agronomi gojijo dalje in tako dobijo novi križanec.

## Opis
Bergamot je majhno drevo, do 3 metre visoko, s povešenimi vejami in nekoliko mehurčkastimi listi. Cvetovi so popolnoma beli in prijetno dišeči. Plod je manjši od pomaranče, okrogel ali nekoliko podoben hruški. Olupek je svetlo rumen, tanek in gladek. Vsebuje 10 do 15 krhljev kiselkastega okusa. Rastlina obrodi po treh letih od cepljenja in nato do dvajsetega leta daje vedno več sadežev, nakar pri teh količinah ostane še kakih 30 let. Uspeva pretežno na glinasto-apnenčastih tleh, skoraj izključno v Italiji (Kalabrija).

## Uporaba
Bergamot se ne uživa kot sveže sadje, ker je prekisel. V kuharstvu ga uporabljajo za marmelade in slaščice, a v glavnem se goji za pridobivanje esence iz olupkov, pa tudi iz cvetov, listov in mladih vejic. Sto kilogramov sadja da približno pol kilograma esence, oziroma sto plodov da 85 gramov esence. To je eterično olje rumene barve, ki gre od rjavih do zelenih tonov, prijetnega vonja, grenko in topljivo v alkoholu, zato primerno tudi za pripravo likerjev. Zanimivo je, da so uporabni tudi nezreli plodovi, ki so odpadli z drevesa. Iz njih se pridobiva t. i. črno olje, ki je rjave barve in manj prijetno dišeče, a vsebuje do 30 % estrov, zaradi česar se ga industrija s pridom poslužuje.
Gojenje bergamota je zahtevno in zamudno, a donosno. Italija pridela letno okoli 160 ton sadja in večina gre v izvoz.

### Industrija parfemov in kozmetike
Bergamotovo eterično olje se uporablja v industriji parfemov, na primer za izdelavo kolonjske vode, ki jo je izumil Giovanni Maria Farina v Nemčiji v začetku osemnajstega stoletja. Prvi zapiski o bergamotovem olju kot sestavini za dišave segajo v leto 1714 in jih je mogoče najti v Farinovih arhivih v Kölnu. S časom se je uporaba tega eteričnega olja zelo razširila: danes je za približno tretjino vseh moških in polovico vseh ženskih parfemov bergamotovo olje nepogrešljivo. 
V kozmetični industriji se bergamotovo olje uporablja za izdelavo krem in tekočin zaradi njegove hladilne, osvežujoče narave, predvsem pri preparatih za odstranjevanje ličil. Posebno uporabno je za izdelovanje učinkovitih preparatov za sončenje. Ker vsebuje bergapten in psoralen, ki lahko negativno vplivata na kožo, ga izvedenci pri teh preparatih skrbno odmerjajo. Bergapten namreč porjavi kožo, a v prevelikih količinah povzroča madeže; previsoki odmerki psoralena pa lahko občutno spreminjajo DNK.

### Farmacija
Prav zaradi prisotnosti bergaptena in psoralena se bergamotovo olje veliko uporablja tudi v farmaciji, na primer za zdravljenje luskavice in drugih kožnih bolezni. Ima tudi razkužilni učinek, ki olajša bolečine pri vnetjih in pospešuje njih zdravljenje.
Po odstranitvi bergaptena in psoralena se olje prodaja kot mazilo proti revmi. Olupki bergamota in njegovo olje se uporabljajo tudi v aromaterapiji, za manjšanje depresije in slabe prebave.

### Spremljevalna rastlina
Pri bergamotu niso aromatični samo plodovi, temveč tudi korenine. Zaradi tega se bergamotovo drevo večkrat posadi v bližino drugih rastlin, da jih obvaruje pred škodljivci, ki napadajo korenine. Včasih ga zato gojijo kot spremljevalno rastlino v zelenjavnih vrtovih. 